# Malmö Fotbollförening 1979
Questa voce raccoglie le informazioni riguardanti il Malmö Fotbollförening nelle competizioni ufficiali della stagione 1979.

## Stagione
La fine della stagione 1979 vide il Malmö perdere la lotta per la qualificazione in Coppa UEFA a causa di una sconfitta all'ultima giornata nello scontro diretto con l'Elfsborg.
Nelle competizioni internazionali la squadra fu inizialmente impegnata in Coppa dei Campioni 1978-1979 dove aveva raggiunto la finale sconfiggendo in semifinale l'Austria Vienna. L'ultimo atto della massima competizione europea vide la squadra perdere per 1-0 a Monaco di Baviera contro il Nottingham Forest. Nella parte finale della stagione il Malmö disputò invece la Coppa UEFA 1979-1980 dove fu eliminato ai sedicesimi di finale dal Feyenoord.

## Divisa e sponsor
Per la stagione 1979 viene confermata la maglia in uso dal 1976 (celeste con strisce bianche sulle spalle), con una modifica nel colletto (di colore bianco). Viene inoltre sottoscritto un contratto con un nuovo fornitore tecnico, la Admiral.
| Manica sinistra · Manica sinistra · Maglietta · Maglietta · Manica destra · Manica destra · Pantaloncini · Calzettoni |

## Rosa
| N. |                   | Ruolo | Calciatore                |
| -- | ----------------- | ----- | ------------------------- |
| 1  | Svezia (bandiera) | P     | Jan Möller                |
| 2  | Svezia (bandiera) | D     | Roland Andersson          |
| 3  | Svezia (bandiera) | D     | Ingemar Erlandsson        |
| 4  | Svezia (bandiera) | D     | Roy Andersson             |
| 5  | Svezia (bandiera) | D     | Magnus Andersson          |
| 6  | Svezia (bandiera) | D     | Staffan Tapper (capitano) |
| 7  | Svezia (bandiera) | C     | Anders Ljungberg          |
| 8  | Svezia (bandiera) | A     | Bo Larsson                |
| 9  | Svezia (bandiera) | A     | Sanny Åslund              |
| 9  | Svezia (bandiera) | A     | Thomas Sjöberg            |
| 10 | Svezia (bandiera) | C     | Tore Cervin               |
| 11 | Svezia (bandiera) | A     | Jan-Olov Kinnvall         |

| N. |                    | Ruolo | Calciatore       |
| -- | ------------------ | ----- | ---------------- |
| 12 | Svezia (bandiera)  | D     | Kent Jönsson     |
| 13 | Svezia (bandiera)  | A     | Tommy Andersson  |
| 15 | Svezia (bandiera)  | D     | Claes Malmberg   |
| 16 | Svezia (bandiera)  | P     | Arne Åkesson     |
| 17 | Svezia (bandiera)  | C     | Robert Prytz     |
| 18 | Svezia (bandiera)  | C     | Mats Arvidsson   |
| 19 | Svezia (bandiera)  | C     | Tommy Hansson    |
| 20 | Svezia (bandiera)  | A     | Björn Nilsson    |
| 20 | Svezia (bandiera)  | D     | Anders Olsson    |
|    | Svezia (bandiera)  | A     | Ulf Mårtensson   |
|    | Svezia (bandiera)  | D     | Denny Petrusson  |
|    | Brasile (bandiera) | C     | Esdron Rodrigues |

## Statistiche

### Statistiche di squadra
| Competizione            | Punti | Totale | Totale | Totale | Totale | Totale | Totale | DR |
| Competizione            | Punti | G      | V      | N      | P      | Gf     | Gs     | DR |
| ----------------------- | ----- | ------ | ------ | ------ | ------ | ------ | ------ | -- |
| Allsvenskan             | 32    | 26     | 12     | 8      | 6      | 30     | 24     | +6 |
| Svenska Cupen           | -     | ?      | ?      | ?      | ?      | ?      | ?      | -  |
| Coppa UEFA              | -     | 4      | 2      | 1      | 1      | 5      | 6      | -1 |
| Coppa Intercontinentale | -     | 2      | 0      | 0      | 2      | 2      | 3      | -1 |
| Totale                  | -     | 32+    | 14+    | 9+     | 9+     | 37+    | 33+    |    |

### Statistiche dei giocatori
| Giocatore      | Allsvenskan | Allsvenskan | Allsvenskan | Allsvenskan | Svenska Cupen | Svenska Cupen | Svenska Cupen | Svenska Cupen | Coppa dei Campioni | Coppa dei Campioni | Coppa dei Campioni | Coppa dei Campioni | Totale   | Totale | Totale      | Totale     |
| Giocatore      | Presenze    | Reti        | Ammonizioni | Espulsioni  | Presenze      | Reti          | Ammonizioni   | Espulsioni    | Presenze           | Reti               | Ammonizioni        | Espulsioni         | Presenze | Reti   | Ammonizioni | Espulsioni |
| -------------- | ----------- | ----------- | ----------- | ----------- | ------------- | ------------- | ------------- | ------------- | ------------------ | ------------------ | ------------------ | ------------------ | -------- | ------ | ----------- | ---------- |
| M. Andersson   | 24          | 2           | ?           | ?           | ?             | ?             | ?             | ?             | 4                  | 0                  | 0                  | 0                  | 28+      | 2+     | 0+          | 0+         |
| Rol. Andersson | 25          | 1           | ?           | ?           | ?             | ?             | ?             | ?             | 2                  | 0                  | 0                  | 0                  | 27+      | 1+     | 0+          | 0+         |
| Roy Andersson  | 3           | 0           | ?           | ?           | ?             | ?             | ?             | ?             | 0                  | 0                  | 0                  | 0                  | 3+       | 0+     | 0+          | 0+         |
| T. Andersson   | 20          | 5           | ?           | ?           | ?             | ?             | ?             | ?             | 2                  | 1                  | 0                  | 0                  | 22+      | 6+     | 0+          | 0+         |
| M. Arvidsson   | 17          | 3           | ?           | ?           | ?             | ?             | ?             | ?             | 4                  | 3                  | 0                  | 0                  | 21+      | 6+     | 0+          | 0+         |
| S. Åslund      | 6           | 1           | ?           | ?           | ?             | ?             | ?             | ?             | 0                  | 0                  | 0                  | 0                  | 6+       | 1+     | 0+          | 0+         |
| T. Cervin      | 7           | 2           | ?           | ?           | ?             | ?             | ?             | ?             | 0                  | 0                  | 0                  | 0                  | 7+       | 2+     | 0+          | 0+         |
| I. Erlandsson  | 23          | 0           | ?           | ?           | ?             | ?             | ?             | ?             | 4                  | 0                  | 0                  | 0                  | 27+      | 0+     | 0+          | 0+         |
| T. Hansson     | 26          | 4           | ?           | ?           | ?             | ?             | ?             | ?             | 4                  | 0                  | 0                  | 0                  | 30+      | 4+     | 0+          | 0+         |
| K. Jönsson     | 26          | 1           | ?           | ?           | ?             | ?             | ?             | ?             | 4                  | 0                  | 0                  | 0                  | 30+      | 1+     | 0+          | 0+         |
| J. Kinnvall    | 21          | 2           | ?           | ?           | ?             | ?             | ?             | ?             | 2                  | 0                  | 0                  | 0                  | 23+      | 2+     | 0+          | 0+         |
| T. Larsson     | 5           | 0           | ?           | ?           | ?             | ?             | ?             | ?             | 1                  | 0                  | 0                  | 0                  | 6+       | 0+     | 0+          | 0+         |
| A. Ljungberg   | 14          | 2           | ?           | ?           | ?             | ?             | ?             | ?             | 2                  | 0                  | 0                  | 0                  | 16+      | 2+     | 0+          | 0+         |
| C. Malmberg    | 17          | 0           | ?           | ?           | ?             | ?             | ?             | ?             | 2                  | 0                  | 0                  | 0                  | 19+      | 0+     | 0+          | 0+         |
| U. Mårtensson  | 2           | 0           | ?           | ?           | ?             | ?             | ?             | ?             | 2                  | 0                  | 0                  | 0                  | 4+       | 0+     | 0+          | 0+         |
| J. Möller      | 26          | -30         | ?           | ?           | ?             | -?            | ?             | ?             | 4                  | -6                 | 0                  | 0                  | 30+      | -36+   | 0+          | 0+         |
| B. Nilsson     | 2           | 0           | ?           | ?           | ?             | ?             | ?             | ?             | 2                  | 0                  | 0                  | 0                  | 4+       | 0+     | 0+          | 0+         |
| A. Olsson      | 1           | 0           | ?           | ?           | ?             | ?             | ?             | ?             | 1                  | 0                  | 0                  | 0                  | 2+       | 0+     | 0+          | 0+         |
| D. Petrusson   | 1           | 0           | ?           | ?           | ?             | ?             | ?             | ?             | 0                  | 0                  | 0                  | 0                  | 1+       | 0+     | 0+          | 0+         |
| R. Prytz       | 26          | 3           | ?           | ?           | ?             | ?             | ?             | ?             | 4                  | 1                  | 0                  | 0                  | 30+      | 4+     | 0+          | 0+         |
| T. Sjöberg     | 8           | 2           | ?           | ?           | ?             | ?             | ?             | ?             | 0                  | 0                  | 0                  | 0                  | 8+       | 2+     | 0+          | 0+         |
| S. Tapper      | 11          | 1           | ?           | ?           | ?             | ?             | ?             | ?             | 0                  | 0                  | 0                  | 0                  | 11+      | 1+     | 0+          | 0+         |